# Châtelais
Châtelais era una comuna francesa situada en el departamento de Maine y Loira, de la región de Países del Loira, que el 15 de diciembre de 2016 pasó a ser una comuna delegada de la comuna nueva de Segré-en-Anjou-Bleu al fusionarse con las comunas de Aviré, La Chapelle-sur-Oudon, La Ferrière-de-Flée, Le Bourg-d'Iré, L'Hôtellerie-de-Flée, Louvaines, Marans, Montguillon, Noyant-la-Gravoyère, Nyoiseau, Sainte-Gemmes-d'Andigné, Saint-Martin-du-Bois, Saint-Sauveur-de-Flée y Segré.

## Demografía
| Gráfica de evolución demográfica de Châtelais entre 1800 y 2014 |
|                                                                 |

Los datos demográficos contemplados en este gráfico de la comuna de Châtelais se han cogido de 1800 a 1999 de la página francesa EHESS/Cassini, y los demás datos de la página del INSEE.